# La naturaleza de las cosas
La naturaleza de las cosas es el segundo álbum de estudio de la banda de rock argentina Superchería. Producido por Tatu Estela, fue grabado en enero y febrero de 2013 en Buenos Aires en los estudios FortMusic con grabaciones adicionales en los estudios PapetGroove. La naturaleza es algo bonito y hermoso 
Fue mezclado en PapetGroove por Tatu Estela, la masterización estuvo a cargo de Joe LaPorta en Sterling Sound y el arte de tapa, fotografía y diseño fueron creados por Virginia Verstraeten. 

La Naturaleza De Las Cosas ofrece un nuevo enfoque musical de la banda, ahondando en la importancia del aire y el espacio entre los instrumentos, y sus letras refuerzan el concepto en donde orbitan estas canciones: la búsqueda de lo esencial en lo que nos rodea.

## Lanzamiento
El tema «El cielo aquí» salió como adelanto meses antes de la salida del disco. El 28 de octubre subieron el disco completo para escuchar vía streaming y estrenaron videoclip de la canción «El vacío», primer corte de difusión del disco. La banda, a través de su página de Facebook, anunció el día 9 de noviembre como fecha de lanzamiento de su segundo álbum, además del arte de tapa. En esa fecha presentaron el disco en el Club Cultural Matienzo a sala llena, que además fue transmitido en vivo en internet, alcanzando los 150.000 espectadores. 
El segundo y último corte de difusión fue «Real», el cual tuvo un videoclip dirigido por Francisco Iurcovich y Pira Bastourre, cantante y guitarrista del grupo.
Durante el 2014, Superchería presentó el disco con una gira que los llevó por varias provincias de Argentina (como Córdoba, Tucumán, Chaco y Corrientes, entre otras), llegando por primera vez a esos lugares, con gran aceptación del público.
El álbum fue lanzado el 28 de octubre de 2013, de manera colaborativa junto a 432 Hz, sello discográfico de Taringa! Música.
El 17 de diciembre publicaron en la plataforma YouTube un mini documental que registra el proceso de grabación del disco, con entrevistas e imágenes del grupo en el estudio. Fue filmado por Francisco Iurcovich e incluye, de manera interactiva, la interpretación completa de 8 de las 11 canciones del álbum.
El periodista Adrián Rocha, en un artículo en el medio en línea cultural Indie Hoy, describe del siguiente modo sus impresiones sobre el disco:

La banda está influenciada por sonoridades de diferentes estilos musicales, que van desde Spinetta hasta el indie rock. Guitarras viajeras y flotantes recrean climas que por momentos nos acercan al concepto de discos como Bocanada (así sucede en la canción «En su lugar»: en su línea de bajo y en las rítmicas en general). También aparecen timbres y arreglos que guiñan a Radiohead y a The Cinematic Orchestra, como puede observarse en varias de sus composiciones: algunas de ellas, «En el aire» y «Antídoto», siendo ésta última uno de los mejores momentos del álbum.

Superchería logra producir canciones donde la complejidad se esconde en algún intersticio rítmico o vocal (como en «Fin», pieza que posee unos arreglos de voces realmente buenos), mientras se generan climas cálidos, acompañados de guitarras y coros que parecieran cobrar cierta independencia respecto de la composición a la que pertenecen, como partes de un todo que de a poco se suman en secuencia para crear eso que llamamos canción.
Adrián Rocha, Indie Hoy

### #Real<Remixes/Reversiones
El 12 de enero de 2015, Superchería lanzó un álbum de remixes titulado #Real<Remixes/Reversiones, disponible de manera gratuita en su web oficial y en Bandcamp. Este lanzamiento incluía 10 versiones de su canción «Real», lanzada un mes antes como sencillo, y cuenta con la participación de artistas como Abril Sosa y Odín Schwartz, entre otros.

## Disco Objeto
Con La naturaleza de las cosas, Superchería se convirtió en el primer grupo en editar un disco-objeto en la Argentina. La idea fue impulsada por Tatu Estela (productor artístico del grupo) desde 432 Hz, sello discográfico de Taringa! Música.
Su edición física fue lanzada con una réplica del logotipo del grupo (su clásico Búho) en miniatura + librito con letras y diseños + enlace de descarga digital en alta calidad.
"El disco objeto es una manera de darle un valor diferente a lo que es el disco físico. Me gustan las piezas valoradas por los coleccionistas, como pasó con el disco Artaud, de Pescado Rabioso. Desde ese lugar y con la idea de entregar algo diferente al que consume música es que surgió esta idea. Es una vuelta más al CD”, puntualizó Pira Bastourre.
El arte de tapa, fotografía y diseño fueron creados por Virginia Verstraeten. El «búho» miniatura fue creado por Ignacio Brizzio, basado en el diseño original de Rox Vázquez.

## Lista de canciones
Todas las canciones fueron escritas por Superchería.

| N.º   | Título                 | Duración |  |
| 1.    | «El cielo aquí»        | 3:17     |  |
| 2.    | «El vacío»             | 4:18     |  |
| 3.    | «Real»                 | 3:37     |  |
| 4.    | «En su lugar»          | 3:33     |  |
| 5.    | «En el aire»           | 3:28     |  |
| 6.    | «Si me dejas deshacer» | 3:05     |  |
| 7.    | «Antídoto»             | 4:38     |  |
| 8.    | «Resolver»             | 2:21     |  |
| 9.    | «Abro»                 | 3:06     |  |
| 10.   | «Fin»                  | 3:09     |  |
| 11.   | «Espiral»              | 4:23     |  |
| 39:00 |                        |          |  |

## Créditos
Superchería
- Pira Bastourre - Voz, guitarras, piano, percusión.
- Joaquín Álvarez - Guitarras, voz, percusión.
- Tino Tuffano - Bajo, guitarra, percusión, voz.
- Jerry Ferela - Batería, percusión, voz.

- Tatu Estela – Producción, mezcla, grabación. Coros en todas las canciones, Percusión en 10.
- Sebastián Souza – Asistencia de grabación.
- Enzo Gullo;– Producción de baterías.
- Joe LaPorta – Masterización
- Virginia Verstraeten – Diseño y Fotografía
- Rox Vázquez – Diseño original de logo búho
- Ignacio Brizzio (Tecnoforja Estudio Creativo) – Miniaturas de búhos